# Phyllomya gymnops
Phyllomya gymnops är en tvåvingeart som först beskrevs av Villeneuve 1937.  Phyllomya gymnops ingår i släktet Phyllomya och familjen parasitflugor. Inga underarter finns listade i Catalogue of Life.